# Пимен (Энев)
Митрополит Пимен (в миру Деян Неделчев Энев, болг. Деян Неделчев Енев; 22 июня 1906, Чирпан — 10 апреля 1999, София) — епископ Болгарской православной церкви, митрополит Неврокопский. В 1992—1998 годах был предстоятелем неканонического «альтернативного синода» (в 1996—1998 годы — в сане патриарха).

## Биография
Родился 22 июня 1906 года в Чирпане. Окончил школу в родном городе.
Осенью 1920 года был принят в Пловдивскую духовную семинарию, которую он окончил в 1926 году.
С осени того же года — студент богословского факультета Софийского университета св. Климента Охридского, который он оканчил в 1930 году.
15 июля 1930 года назначен секретарём Старозагорской митрополии. На этой должности он служил до конца марта 1934 года.
1 июля 1933 года в старозагорском кафедральном храме Святого Димитрия митрополитом Старозагорским Павлом пострижен в монашество с именем Пимен.
На следующий день в том же храме рукоположён в сан иеродиакона митрополитом Доростоло-Червенским Михаилом.
8 январи 1934 года рукоположён в сан иеромонаха митрополитом Старозагорским Павлом.
С 1 апреля того же года назначен протосинкеллом Старозагорской митрополии, в таковой должности пробыл до 1937 года.
С 1937 до 1938 года иеромонах Пимен являлся секретарём Рильского монастыря.
14 января 1938 года по решению Синода возведён в достойнство архимандрита и назначен игуменом (настоятелем) Бачковского монастыря, в таковой должности оставался до 21 апреля 1947 года.
1 мая 1947 года назначен начальником Церковно-экономического отдела при Священном Синоде.
21 декабря 1947 года в кафедральном храме-памятнике святого Александра Невского в Софии хиротонисан во епископа Стобийского и с 1 января 1948 года назначен вторым викарием Софийской митрополии.
3 августа 1952 года избран, а 4 января 1953 года канонически утверждён митрополитом Неврокопским.
Митрополит Неврокопский Пимен был в числе шести из тринадцати митрополитов, которые 18 мая 1992 года учинили раскол в Болгарской церкви и образовали раскольничий «альтернативный синод».
Во многом этот раскол инспирирован и поддерживался партией «Союз демократических сил». Вызванный ими по идейным причинам церковный раскол стал и расколом в обществе, которое поделилось на два враждующих лагеря. Во время правления партии СДС именно митрополит Пимен присутствовал на официальных мероприятиях и представлял церковь, а «Альтернативный Синод» был зарегистрирован как единственная Болгарская православная церковь. Однако Пимен был уже достаточно стар чтобы полноценно руководить расколом, истинными же руководителями и идеологами раскола были митрополиты Панкратий (Дончев) и Калиник (Александров).
1 июля 1996 года в церкви Святой Параскевы в Неврокопской епархии он был провозглашён патриархом. Примечателен тот факт, что в интронизации раскольнического патриарха принимал участие глава Киевского Патриархата Филарет (Денисенко).
Возможные подвижки в отношениях двух фракций наметились в 1998 году. При помощи глав поместных православных церквей был организован примирительный Собор, на котором раскол должен был прекратиться. 1 октября 1998 года Пимен сложил с себя полномочия патриарха и вернулся в общение в церковным Синодом с титулом «бывший митрополит Неврокопский», также вернулись из раскола большинство «альтернтивных» иерархов, принятых в сущем сане.

Принять бывшего Высокопреосвященного Неврокопского митрополита Пимена, снять наложенное на него наказание — «низвержение» и произнесённую против него анафему и восстановить церковное общение и степень священства, которую [он] имел, вместе с правом считаться и титуловаться «бывшим Неврокопским митрополитом». Управление св. Неврокопской митрополией и пастырское попечение о её народе оставить в ответственности избранного на его место после его низвержения Высокопреосвященного митрополита Нафанаила.
Оригинальный текст (болг.)Приема се бившият Високопреосвещен Неврокопски митрополит г-н Пимен, снема се наложеното му наказание “низвержение” и произнесената срещу него анатема и се възстановява в църковното общение и в степента на свещенство, която е имал, заедно с правото да се смята и титулува “бивш Неврокопски митрополит”. Управлението на св. Неврокопска митрополия и пастирското обгрижване на нейния народ остава в отговорността на избрания на негово място, след извършеното негово низвержение, Високопреосвещен митрополит Натанаил.

Скончался 10 апреля 1999 года в Софии. Погребён в кафедральном храме Введения Богородицы в Благоевграде.